# So sobre pel·lícula

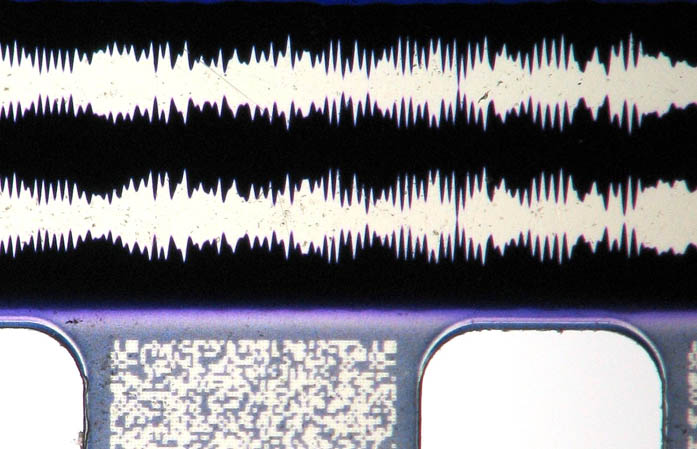
Imatge d'una tira de pel·lícula de 35 mm amb la tecnologia sound-on-film.

El so sobre pel·lícula (també conegut com a sound-on-film) va ser una tecnologia sonora, desenvolupada inicialment a principis del segle xx, que es va fer comercialment viable a la fi de la dècada de 1920 i, finalment, va suplantar el sistema de so en disc. En el sound-on-film, les ones sonores es registraven de manera física sobre la mateixa pel·lícula. Això va permetre que una sola tira de pel·lícula portés tant les imatges com la banda sonora, la qual s'imprimia al costat de les imatges i es llegien mitjançant projectors especials.
El sistema de so sobre pel·lícula utilitza dues tecnologies diferents, l'òptica i la magnètica.

## Història
Amb l'estrena de la pel·lícula The Jazz Singer (1927) molt pocs cinemes tenien a disposició l'anomenat vitaphone. A més, el preu d'un d'aquest era tan elevat que molts cinemes el llogaven per un cop i després tornaven a projectar pel·lícules mudes. Tot i que l'empresa Western Electric tenia el monopoli d'aquest sistema, es va inventar l'anomenat sistema de sound-on-film, el qual podria competir amb els sistemes basats en discs.
Les constants investigacions amb l'electricitat que es van produir durant la dècada de 1920 va donar lloc al desenvolupament del so sincronitzat, al costat d'una sèrie de mitjans de comunicació i tecnologies de so com, per exemple, el telèfon, la ràdio i el fonògraf, els quals s'havien desenvolupat prèviament o al durant la tecnologia de sincronització sonora. Aquests avenços tecnològics es van produir a causa del boom que van rebre les investigacions després de la Primera Guerra Mundial. Potser la invenció més important va resultar ser les vàlvules de buit, les quals van afavorir la creació d'un mitjà d'amplificació molt més eficaç. Les empreses i els laboratoris van experimentar tant amb tecnologies de reproducció de so en disc com de so sobre pel·lícules.
El so sobre disc o sound-on-disc funcionava mitjançant la gravació d'una imatge de nitrat sobre un disc de fonògraf. Aquesta imatge de nitrat es reproduïa mecànicament de manera sincronitzada. En canvi, el so sobre pel·lícula consistia en un enregistrament òptic de la banda sonora, una mena d'escriptura física de les ones de so que es trobava sobre la tira de pel·lícula just al costat de les imatges.
Inicialment, el so sobre disc va tenir una reproducció de so més natural, ja que aprofitava les tècniques de gravació establertes al fonògraf, juntament amb la seva indústria i equipament. D'altra banda, el so sobre pel·lícula era millor per rodatges a diferents llocs, ja que l'aparell era més portàtil i el so era més fàcil d'editar. Encara que el sound-on-film va acabar tenint més èxit, tots dos sistemes van mantenir-se en ús durant els pròxims anys.
A Europa també van sorgir innovacions importants, com ara millores en les tecnologies de so sobre pel·lícula que havien sigut introduïdes el 1918 per Josef Engl, Joseph Massole i Hans Vogt a Alemanya, i el sistema ideat per Valdemar Pulsen i Peder Pedersen anunciat a Dinamarca el 1923. El 1930, el sistema de so sobre pel·lícula estava molt popularitzat i en ple desenvolupament. S'estima que aquest any va hi va haver aproximadament 200 sistemes de so de pel·lícules diferent escampats per tot el món.

## Procediment

### Òptic
El mètode òptic és el procés més comú per la gravació de so sobre pel·lícula. Amb aquest mètode, es grava una línia transparent al llarg d'un dels costats de la pel·lícula. Aquesta línia varia d'amplada segons la freqüència del so. Per aquest motiu, aquest mètode també es coneix com a banda sonora d'àrea variable. A mesura que la pel·lícula passa per la recollida d'àudio, una llum proporciona una font de llum brillant la qual s'enfoca mitjançant una lent. La llum que aconsegueix passar a través de la línia transparent, incideix sobre una cèl·lula fotoelèctrica.
Aquesta cèl·lula fotoelèctrica canvia la llum per corrent elèctric. Les parts més amples de la línia transparent permeten l'arribada de més llum, el que fa que la cèl·lula fotoelèctrica produeixi més corrent. Atès que l'amplada de la cinta transparent va canviant, hi ha un corrent elèctric variable que es pot enviar a un preamplificador. El preamplificador augmenta el senyal i l'envia a l'amplificador, el qual distribueix el senyal als altaveus.
Una variació d'aquest mètode es coneix com a banda sonora de densitat variable. En aquest cas, s'utilitza una línia que varia en transparència en lloc de l'amplada. Com més transparent sigui la cinta, més brillarà la llum. Tot i això, el desavantatge més gran és que la granulometria de la pel·lícula pot generar molts sorolls de fons.

### Magnètic
Encara que la gravació magnètica proporcionava fins a sis pistes de so en una pel·lícula, la despesa era massa gran. Hi havia hagut experiments amb pistes òptiques estereofòniques, però hi havia massa soroll per fer que aquest sistema de so valguès la pena. Tot i això, quan Dolby Laboratories va introduir Dolby A l'any 1965, un mètode de reducció acústica desenvolupat originalment per a estudis de gravació professional, la indústria del cinema va veure l'oportunitat de reinventar la pista òptica.
En aquest procediment, Dolby A trenca el senyal d'àudio entrant en quatre bandes diferents. Una tècnica anomenada preèmfasi augmenta el senyal de cada banda per sobre de 10 decibels, el nivell de soroll ambiental. Cada senyal viatja a través d'un compansor, on el senyal es comprimeix per eliminar encara més el soroll i, seguidament, es torna a expandir. Seguidament, els senyals es combinen i, conseqüentment, el resultat és molt més net.
El principal compromís en Dolby A és una resposta freqüencial més freqüent, donant com a resultat un menor rang dinàmic. La reducció del soroll Dolby ha evolucionat a Dolby Spectral Recording, un procés millorat que redueix el soroll el doble que Dolby A.